# Farida Rahman
Farida Rahman (16 de setembro de 1945 - 18 de maio de 2021) foi uma política da Liga Popular de Bangladesh e membro do Jatiya Sangsad com o assento feminino n.º 17 de 2009 a 2013.